# Antoine Émile Henry Labeyrie
Antoine Émile Henry Labeyrie, francoski astronom, * 12. maj 1943, Pariz, Francija.

## Življenje in delo
Labeyrie je diplomiral na École supérieure d'optique (ESO 65). Leta 1970 je pokazal, da bi iz razmazanih slik s pomočjo Fourierjeve analize lahko dobili ostre slike. Osredotočil se je še posebej na uporabo kombinacije žarkov »oslabljene optike« oziroma na »zgoščene reže« istega tipa, vendar v večjem merilu kot jih je uporabljal Michelson pri merjenju premerov zvezd v 1920. Drugi raziskovalci so s pomočjo astronomskih interferometrov v tedanjem času v splošnem uporabljali žarke v ravnini reže.
Poleti 1974 je Labeyrie prvi naredil poskus z dvema ločenima daljnogledoma in prvič zagledal zvezdne interferenčne vzorce. V bližini južnofrancoskega mesta Grasse, kjer je prostran in raven gorski vrh Plateau de Calern, kjer je zrak suh, nebo pa pogosto jasno, je na obeh straneh majhne lope postavil dva majhna daljnogleda razmaknjena za 12 m. Ko ju je usmeril na Vego in zmešal svetlobo z obeh daljnogledov, je videl vrhove, ki so kazali velik kontrast nerazločljivega točkastega vira. To je dokazovalo, da je Vegin navidezni kotni premer manjši od 0,005". Hkrati je bil to prvi uspešni prikaz zvezdne interferometrije z ločenima daljnogledoma, ki je uspela v vidni svetlobi. V naslednih desetletjih je sledilo več plodovitih projektov z dvema daljnogledoma. Univerza v Sidneyju je v Narrabiju zgradila optični interferometer SUSI s posebno dolgo razdaljo med daljnogledoma, ki je znašala kar 640 m. Na Mt. Wilsonu je pod okriljem Pomorskega observatorija ZDA (U. S. Naval Observatory) od leta 1986 do 1992 deloval najbolj produktiven zvezdni interferometer Mark III z največjo oddaljenostjo 31,5 m. Ti sistemi so dajali obilico podatkov o osnovnih lastnostih zvezd, niso pa dajali najpomembnejšega, dejanske slike opazovanega telesa. To je uspelo angleškemu astronomu Johnu Baldwinu leta 1985 s sliko Betelgezine površine.
Labeyrie dela na posebni vrsti astronomskega interferometra, »hiperteleskopu«, kot mu pravi. To je zelo velika naprava s sferno geometrijo, ki bo sposobna teoretično prikazovati podrobnosti na planetih podobnih Zemlji, okoli drugih zvezd. Njegov projekt »hiperteleskopa« bo bolj zapleten in tudi dražji od interferometričnih odprav kot sta Esina predlagana odprava Darwin ali opuščena Nasina TPF. Pri Labeyriejevem projektu bodo uporabili tudi več različnih vesoljskih plovil.